# Gemeine Schattenschwebfliege
Die Gemeine Schattenschwebfliege oder Helle Nadel-Schwebfliege (Baccha elongata) ist eine Fliege aus der Familie der Schwebfliegen (Syrphidae).

## Merkmale
Die Fliegen erreichen eine Körperlänge von 7 bis 11 Millimetern. Ihr Hinterleib ist ähnlich wie bei bestimmten Lehmwespen sehr schlank und am Ende keulenförmig verdickt. Kopf und Thorax glänzen schwarz, das dunkle Mesonotum hat einen grünlich-metallischen Schimmer. Der Hinterleib ist schwarz und trägt am dritten und vierten Segment gelbe Flecken. Das Gesicht hat am Rand des Mundes eine gelbe oder weiße Färbung, die Stirn und der Scheitel tragen helle Haare. Die Stirn ist bei den Männchen mattgrau, bei den Weibchen ist sie über den Fühlern mattgrau und darüber mattgrau mit einem schwarzen Mittelstreifen. Die Fühler sind schwarzbraun, ihr drittes Glied ist auf der Unterseite gelblich gefärbt. Die Beine sind bräunlichgelb, vereinzelt kann das hintere Beinpaar auch braun gefärbt sein. Die Art kann nur mit der sehr ähnlichen Baccha obscuripennis verwechselt werden, deren Männchen keine helle Behaarung auf der Stirn besitzen.

## Vorkommen
Die Tiere kommen in der Holarktis vor und sind in höheren Lagen seltener als im Flachland. Sie leben vor allem in schattigen und feuchten Lebensräumen, insbesondere in Wäldern und nahe an Gewässern und fliegen in zwei Generationen von April bis Oktober.

## Lebensweise
Die Männchen sind ausdauernde Flieger und können sich über Stunden in der Luft aufhalten, die Weibchen sind dagegen flugträge und halten sich meist auf Blättern oder Gräsern im Unterholz auf. Die Larven leben an im Wald wachsenden krautigen Pflanzen zoophag von Blatt- und Schildläusen.